# Resolution 152 des UN-Sicherheitsrates
Die Resolution 152 des UN-Sicherheitsrates ist eine Resolution, die der Sicherheitsrat der Vereinten Nationen in der 891. Sitzung am  23. August 1960 einstimmig beschloss. Sie beschäftigte sich mit der Aufnahme der Republik Kongo (auch Kongo-Brazzaville) als neues Mitglied in die Vereinten Nationen.

## Hintergrund
Frankreich löste am 28. September 1958 die Kolonie Französisch-Äquatorialafrika auf. Der Kongo wurde ebenso wie die anderen Teile der  wie Gabun, Tschad, und die Zentralafrikanische Republik am 28. November 1958 „autonome Mitglieder“ der „Französischen Gemeinschaft“. Am selben Tag wurde Mittelkongo in „kongolesische Republik“ umbenannt und am 15. August 1960 unabhängig.

## Inhalt
Der Sicherheitsrat gab bekannt, dass er die Aufnahme der Republik Kongo als neues Mitglied der Vereinten Nationen geprüft hat und empfahl der UN-Generalversammlung einer Aufnahme zuzustimmen.

## Beitritt
Die Republik Kongo trat den Vereinten Nationen am 20. September 1960 bei.